# In de schaduw van de overwinning
In de schaduw van de overwinning is een Nederlandse dramafilm uit 1986 van Ate de Jong, met in de hoofdrollen Jeroen Krabbé en Edwin de Vries.
De film is gebaseerd op een origineel scenario van Edwin de Vries en Ate de Jong die zich onder andere baseerden op de Weinreb-affaire en de laatste levensjaren van verzetsstrijder Gerrit van der Veen. De film was een matig succes in de bioscopen.
De internationale titel van de film is Shadow of Victory.

## Verhaal
In het najaar van 1942 begint het verzet in bezet Nederland goed op gang te komen. Verzetsgroepen verzamelen inlichtingen over de Duitse bezetter, plegen sabotage en helpen onderduikers. Een bevolkingsgroep die zeker geholpen moet worden is de Joodse Nederlanders. Zij worden steeds vaker opgepakt en gedeporteerd. De Duitse bezetter kan via de goed opgebouwde gemeentelijke bevolkingsregisters vrij eenvoudig terugvinden welke Nederlanders het joodse geloof belijden. Het register wordt daarnaast ook gebruikt voor het controleren van de identiteit van, in de ogen van de Duitsers, verdachte Nederlanders en de uitgifte van persoonsbewijzen. Verzetsorganisaties in het hele land doen overvallen op de bevolkingsregisters en weten vaak de gegevens te vernietigen en nog niet ingevulde persoonsbewijzen te stelen. In Amsterdam weet de verzetsbeweging van kunstenaar Peter van Dijk het gebouw van het bevolkingsregister binnen te dringen en er brand te stichten.
De reactie van de Duitse bezetter is heftig. Bij een razzia worden 250 Joodse Nederlanders opgepakt. De Duitsers willen hen op transport stellen naar een vernietigingskamp. Bij de opgepakte Joden gloort wat hoop als David Blumberg opduikt. Hij geldt als deskundige voor emigratie en probeert zijn Joodse lotgenoten te redden van deportatie. De Duitsers weet Blumberg te imponeren met een lijst waarop Joden staan die niet op transport mogen. Als dit bekend raakt proberen veel Joden een plaatsje op de lijst krijgen. Maar ze merken dat Blumberg dit niet voor niets doet, er moet fors betaald worden voor een plaats op de lijst. Maar de bezetter wantrouwt Blumberg, men is niet zeker van de status van de lijst. Al snel weten de Duitsers een arts te arresteren die mede leiding gaf aan de verzetsbeweging die het bevolkingsregister overviel. Als Peter van Dijk hem probeert te bevrijden, mislukt deze poging en moet hij de arts doodschieten om te voorkomen dat de man zijn medeverzetsstrijders zal verraden. Van Dijk laat zijn vrouw en kinderen onderduiken en verdwijnt zelf uit het zicht van de Duitsers.
Moeilijkheden dreigen als hij verliefd raakt op verzetsstrijdster Sanne, zeker omdat hij al eerder een andere verzetsstrijdster, Hansje, zwanger heeft gemaakt. Dan komt er een opdracht van de Nederlandse overheid in Londen. Men wil daar meer weten over ene Blumberg en zijn lijst. Het verzet wantrouwt Blumberg al langer en wil hem liquideren, maar Van Dijk wil eerst meer weten van Blumberg en legt contact met hem. Blumberg zit inmiddels zwaar in de problemen omdat de Duitsers niet langer geloven in zijn lijst. Om er gewicht aan te geven had Blumberg gezegd dat een Duitse generaal de lijst had opgesteld. Blumberg stelt voor dat Van Dijk hem helpt. Om zijn fictieve generaal en al even fictieve lijst weer aanzien te geven, moet Van Dijk een baron spelen die de contactpersoon is van Blumbergs generaal.
Aanvankelijk weigert Van Dijk, maar als Hansje en Sanne gearresteerd worden zoekt hij een manier om binnen te dringen in de gevangenis. Als contactpersoon van een Duitse generaal maakt hij een kans dus gaat hij in op de suggestie van Blumberg. Maar de Duitsers doorzien het plan en Van Dijk en Blumberg worden gearresteerd. Bij een ontsnappingspoging op Oudejaarsavond weten Sanne, Hansje en Peter te ontkomen. De laatste wordt echter toch geraakt in zijn been en rug. Blumberg wordt op transport naar Polen gezet. Als de Duitsers niet lang daarna de schuilplaats van Peter ontdekken wordt Sanne neergeschoten, waarop Van Dijk het huis opblaast met de Duitsers er bij.

## Rolverdeling
| Acteur                   | Personage         |
| ------------------------ | ----------------- |
| Jeroen Krabbé            | Peter van Dijk    |
| Edwin de Vries           | David Blumberg    |
| Linda van Dyck           | Sanne             |
| Marieke van der Pol      | Hansje            |
| Rijk de Gooyer           | Vos               |
| Ton Lutz                 | Verzetsman / Arts |
| Tom Jansen               | Kohler            |
| Hein Boele               | Schwarz           |
| Filip Bolluyt            | Verzetsman Paul   |
| Gijs Scholten van Aschat | Gerard            |
| Martin Schwab            | Martin            |
| Hans Holtkamp            | Chauffeur         |
| Eric van der Donk        | Blok              |
| Benthe Forrer            | Lies Blok         |
| Lineke Rijxman           | Rebecca Blumberg  |
| Carl van der Plas        | Berenstein        |
| Allard van der Scheer    | Appelboom         |
| Trudy Labij              | Lena van Dijk     |
| Lex de Regt              | bewaker Johnsma   |
| Tim Beekman              | Dees              |
| Cor Witschge             | Agent             |

## Achtergrond

### Voorgeschiedenis
Na het succes van Een vlucht regenwulpen (1981) en Brandende Liefde (1983) wilde regisseur Ate de Jong een filmproject aangaan dat niet was gebaseerd op een boek. Al enige jaren liep hij rond met het idee een film te maken over Friedrich Weinreb, een Joodse man die tijdens de Tweede Wereldoorlog honderden joden zou hebben gered, maar later werd gezien als een collaborateur en oplichter.

### Friedrich Weinreb
Tijdens de bezetting speelde Weinreb een merkwaardige rol. Hij zette een emigratiebureau voor Joden op en vertelde dat hij correspondeerde met een Duitse generaal. Dankzij zijn contacten met deze officier kon hij garanderen dat hij bepaalde Joodse Nederlanders kon vrijwaren van deportatie. Het enige wat men moest doen was zich registreren op een lijst. Hiervoor moest echter wel betaald worden. Veel Joodse Nederlanders waren zo wanhopig dat zij inderdaad de forse bedragen betaalden die Weinreb vroeg. Aanvankelijk leken de Duitsers het verhaal van Weinreb te slikken en werden de mensen op de lijst niet naar Duitsland gedeporteerd. Maar dat duurde niet lang en al snel werden ook mensen met een vermelding op de lijst opgepakt en op transport gesteld. Op 11 september 1942 werd Weinreb gearresteerd  en verhoord door de Sicherheitsdienst (SD). Weer slikten de Duitsers het verhaal van Weinreb en zijn Duitse generaal en werd hij vrijgelaten. Pas begin 1944 begon de SD te vermoeden dat Weinreb alles verzonnen had. Intussen was Weinreb ondergedoken om na de oorlog te worden opgepakt. Na een proces in 1948 werd hij tot zes jaar gevangenis veroordeeld, maar in hetzelfde jaar kreeg hij gratie en schreef zijn autobiografie: Collaboratie en Verzet, waarin hij zichzelf presenteert als een verzetsheld. Maar al snel kwam er kritiek en ontdekte men nogal wat fouten in het boek. Onderzoek door historicus dr. Lou de Jong wees later uit dat Weinreb geen verzetsdaden had gepleegd en zich had geprobeerd te verrijken aan de ellende van anderen. Critici van het rapport van De Jong waren het echter niet eens met diens eindconclusie dat Weinreb een collaborateur was geweest.

### Voorgeschiedenis (vervolg)
Samen met Edwin de Vries schreef Ate De Jong aan het scenario. Ondertussen benaderde De Jong producent Rob Houwer, met wie hij Brandende Liefde had gemaakt, voor de financiering maar die zag weinig in het project. Vervolgens benaderde hij Jan Vrijman die wel interesse had. De samenwerking met Vrijman liep echter stuk op het scenario. De Jong ging verder met De Vries, maar ook zij liepen vast met het scenario. Het bleek dat de zaak Weinreb zeer gecompliceerd was en moeilijk om te zetten in fictie. Het was zelfs na gedegen onderzoek van bijvoorbeeld Loe de Jong niet duidelijk of Weinreb een verzetsheld of collaborateur was of misschien alleen een geslepen oplichter. Het duo bleef steken in verschillende versies van het scenario. De Jong benaderde filmproducent Matthijs van Heijningen voor de financiering. Van Heijningen vond net als Houwer het verhaal te weinig commercieel en te veel gericht op Weinreb. Hij stelde een aantal ingrepen voor. Om het verhaal een impuls te geven besloot men een tweede historische figuur aan het scenario toe te voegen. Dit werd de verzetsstrijder Gerrit van der Veen. Van der Veen vormde de katalysator in het verhaal, hij is de antagonist van Weinreb. De Jong ging akkoord; toevoeging van de tweede figuur zou alleen maar het basisidee en de centrale thema’s (idealisme en opportunisme) van het scenario versterken.

### Gerrit van der Veen
Gerrit van der Veen was beeldhouwer en tijdens de bezetting weigerde hij zich aan te melden bij de Kultuurkamer. Hij sloot zich aan bij het verzet en raakte betrokken bij het vervalsen van persoonsbewijzen en later bij het gewapend verzet. Op 27 maart 1943 pleegde hij met zijn verzetsgroep een aanslag op het Amsterdamse bevolkingsregister. De aanslag mislukte gedeeltelijk. Er brak wel brand uit en de helft van het register ging verloren. Na de aanslag werden diverse leden van de verzetsgroep door de Duitsers opgepakt. Van der Veen ontkwam, maar het lot van zijn verzetsvrienden bleef aan hem knagen. Op dinsdag 2 mei 1944 probeerde hij met behulp van andere verzetsstrijders zijn vrienden te bevrijden uit het de gevangenis aan de Weteringschans). In de chaos die ontstond bij de bevrijdingspoging werd Van der Veen getroffen door twee kogels. Hoewel verlamd wist hij te ontkomen. Twee weken later echter werd hij opgepakt op zijn onderduikadres en begin juni 1944 gefusilleerd in de duinen bij Overveen. Van der Veen groeide in de jaren na de oorlog uit tot een van de symbolen van het gewapend verzet.

### Voorgeschiedenis (vervolg)
Kritiek op verzetshelden was na de Tweede Wereldoorlog geen onderwerp van gesprek. Evenmin was er lange tijd geen sprake van vergeving voor landverraders en collaborateurs. Een held was een held en een verrader een verrader. Dat duidelijke onderscheid vervaagde in de jaren zeventig van de vorige eeuw. Er kwam meer belangstelling voor het grijze gebied tussen goed en kwaad. Niet alle helden waren zonder blaam en niet alle collaborateurs waren verraders zonder meer. Dat grijze gebied tussen goed en kwaad werd het uitgangspunt van In de schaduw van de overwinning. De tegenstelling en overeenkomsten tussen Weinreb en Van der Veen, tussen vermeende collaborateur en verzetsheld werd de rode draad. Probleem was alleen dat Weinreb en Van der Veen elkaar, voor zover men weet, nooit ontmoet hebben. Maar de film zou geen documentaire worden, maar fictie. Weinreb werd getransformeerd tot David Blumberg en Gerrit van der Veen werd Peter van Dijk. Blumberg vertoont veel overeenkomsten met Weinreb. Hij heeft een lijst en vage connecties met een al even vage generaal. Het wordt niet goed duidelijk of hij verzet pleegt of uit is op eigen gewin. Van Dijk heeft ook overeenkomsten met Gerrit van Veen. Hij is kunstenaar en pleegt gewapend verzet. In het scenario krijgt Van Dijk echter ook minder leuke trekjes. Hij is overmoedig, neemt veel risico's, en zet de levens van zijn vrienden op het spel. Hij wordt afgeschilderd als een ijdele man die overspel pleegt en er meerdere vrouwen tegelijk op na houdt. De film richt zich op de tegenstellingen tussen Blumberg en Van Dijk. De een probeert met list en bedrog de Duitsers om de tuin te leiden de ander kiest voor gewapend verzet en directe confrontatie. Aan beide vormen van verzet zitten risico's. Daarnaast is er steeds de vraag wie is er nu goed of fout, de held of de lafaard? Of is die scheiding niet zo scherp?

## Verschillen met de echte gebeurtenissen
Behalve de overeenkomsten tussen Blumberg en Weinreb, en Van Dijk en Van der Veen zitten er meer overeenkomsten met ware gebeurtenissen in de film, al wordt er hier en daar weer een fictionele draai aangegeven.
De overval op het bevolkingsregister zit ook in de film, net als de overval op het Huis van Bewaring. Hoewel zowel Gerrit van der Veen als Peter van Dijk verlamd raken bij de overval op de gevangenis, verliep de bevrijdingspoging van Van der Veen heel anders. Weliswaar werden zowel Van Dijk als Van der Veen gearresteerd, maar de laatste werd gefusilleerd, terwijl Van Dijk zichzelf opblaast met een Duitse officier erbij. Ook het lot van Weinreb was anders, in de film gaat hij als Blumberg op transport - wat vlak voordien wordt voorkomen als hij en zijn gezin worden meegenomen door de Duitsers, om, zo luidt de eis, opnieuw met hen samen te werken - terwijl Weinreb onderdook en zodoende de oorlog overleefde.

## Productie
De film werd grotendeels opgenomen in Amsterdam. In 1985 was echter het Amsterdam van 1940-1945 behoorlijk veranderd. Veel locaties waren niet langer bruikbaar en men besloot voor de buitenopnames te kiezen voor gebouwen die stamden uit de periode tussen 1900 - 1940. Het betrof gebouwen in Amsterdam zoals de Beurs van Berlage, maar ook gebouwen buiten Amsterdam (onder andere het stadhuis van Hilversum) van bijvoorbeeld Willem Dudok. Het voormalige kantoorgebouw van de Sociale Verzekeringsbank aan de Apollolaan fungeerde als bevolkingsregister van Amsterdam.